# Svalöv (plaats)
Svalöv is de hoofdplaats van de gemeente Svalöv in Skåne de zuidelijkste provincie van Zweden. De plaats heeft 3344 inwoners (2005) en een oppervlakte van 239 hectare.

## Verkeer en vervoer
Bij de plaats loopt de Länsväg 106.
De plaats heeft een station aan de spoorlijnen Göteborg - Malmö, Malmö - Billesholm en had een station aan de spoorlijn Ängelholm - Arlöv.